# Тонкаль Володимир Юхимович
Володи́мир Юхи́мович Тонкаль (* 12 квітня 1936, Київ, Українська РСР — † 4 липня 2005) — український вчений радянських часів у галузі електротехніки, 1982 — член-кореспондент АН УРСР.

## Життєпис
1958 року закінчив Київський політехнічний інститут, працює на Донецькому металургійному заводі.
З 1961 року працює в Інституті електродинаміки АН УРСР.
З 1983 року обіймає посаду головного вченого секретаря Президії АН УРСР. Директор Інституту проблем енергозбереження НАН України.
Його праці стосуються
- теорії електричних кіл,
- теорії та практичного застосування силових напівпровідникових та електромагнітних перетворювачів електричної енергії,
- шляхів та способів оптимізації їхніх конструкцій та енергетичних показників.

1980 року вийшла друком праця «Академія наук Української РСР» — у співавторстві із Володимиром Пелихом, Борисом Стогнієм, за редагування Ігоря Походні.
З 1989 року входив до складу Комітету по Державних преміях Української РСР в галузі науки і техніки при Раді Міністрів УРСР.
Голова Національного комітету з нових і оновлюваних джерел енергії та проблем енергозбереження НАН України, входив до складу Національної комісії України у справах ЮНЕСКО.
Нагороджений орденами Трудового Червоного Прапора і «Знак Пошани».
Зареєстровано патенти на винаходи:
- «Спосіб визначення кута зсуву фаз між напругами у двохвузлових точках електричної мережі», 1997, співавтори — Ленчевський Євген Анатолійович, Туваржиєв Валентин Карпович, Холмський Дмитро Васильович,
- «Спосіб кодування і декодування дискретних сигналів», 1997, той же авторський колектив.

### Монографії і підручники
1. Гречко Э. Н., Тонкаль В. Е. Автономные инверторы модуляционного типа. — Киев: Наукова думка, 1983, 304с.[1] (рос.)
2. Тонкаль В. Е., Гречко Э. Н., Бухинский В. И. Многофазные автономные инверторы напряжения с улучшенными характеристиками . — Киев, Наукова думка, 1980, 182с.[2] (рос.)
3. Тонкаль В. Е., Гречко Э. Н., Кулешов Ю. Е. Оптимальный синтез автономных инверторов с амплитудно-импульсной модуляцией. — Киев, Наукова думка, 1987, 220с.[3] (рос.)
4. Дмитриков В. Ф., Гречко Э. Н., Тонкаль В. Е., Островский М. Ю. Теория и методы анализа преобразователей частоты и ключевых генераторов. — Киев, Наукова думка, 1988, 314с.[4] (рос.)